# Zappafrank (planetka)
(3834) Zappafrank je planetka sluneční soustavy v hlavním pásu. Byla objevena 11. května 1980 Ladislavem Brožkem v Hvězdárně na Kleti. V červenci 1994 byla pojmenována po americkém hudebníkovi a skladateli Franku Zappovi.